# Kaliumperjodaat
Kaliumperjodaat is het kaliumzout van waterstofperjodaat, met als brutoformule KIO4. De stof komt voor als een wit poeder. Het is vrij slecht oplosbaar in water, in tegenstelling tot de andere kaliumzouten. Dit maakt dat kaliumionen in oplossing kunnen worden aangetoond door toevoeging van natriumperjodaat. Kaliumperjodaat slaat neer in de oplossing.

## Synthese
Kaliumperjodaat wordt in het laboratorium bereid door oxidatie van kaliumjodaat met kaliumperoxodisulfaat in basisch milieu:
{\displaystyle {\ce {KIO3 + K2S2O8 + 2KOH -> KIO4 + 2K2SO4 + H2O}}}
Een alternatieve, maar gevaarlijker, methode is de oxidatie met chloorgas:
{\displaystyle {\ce {KIO3 + 2KOH + Cl2 -> KIO4 + 2KCl + H2O}}}

## Eigenschappen
Wanneer kaliumperjodaat verwarmd wordt in het bijzijn van mangaan(IV)oxide als katalysator, ontleedt het in kaliumjodaat en zuurstofgas:
{\displaystyle {\ce {2KIO4 -> 2KIO3 + O2}}}
Kaliumperjodaat is een sterke oxidator, vergelijkbaar met kaliumperchloraat. Zo wordt kaliumjodide in waterige milieu vlot geoxideerd tot di-jood:
{\displaystyle {\ce {KIO4 + 2KI + H2O -> KIO3 + I2 + 2KOH}}}